# Codex Aureus de El Escorial
El Codex Aureus de El Escorial o Codex aureus Escorialensis o Codex aureus Spirensis (Códice áureo de El Escorial o Códice Dorado de Speyer; en alemán: Speyerer Evangeliar) es un manuscrito sobre pergamino de vitela encargado por el emperador Enrique III en 1046. Este evangeliario se conserva en la Real Biblioteca de El Escorial, en España, bajo la signatura Codex Vitrinas 17. Es una obra maestra de la época de la iluminación otoniana.

## Historia
El manuscrito probablemente fue compuesto en el scriptorium de la abadía de Echternach para ser regalado por Enrique III a la catedral de Speyer, con motivo de la dedicación de su altar mayor. Contiene la versión Vulgata de los cuatro Evangelios así como las tablas de concordancia de los cánones de Eusebio de Cesarea.
El Codex aureus estuvo en posesión del emperador Maximiliano I de Habsburgo, después de su hija Margarita de Austria (1480-1530), regente de los Países Bajos Habsburgo, donde se encuentra. Su sobrina María de Austria (1505-1558) lo heredó. Fue en ese momento cuando Erasmo de Róterdam le consultó. El heredero de María, Felipe II de España, lo donó entonces a la Biblioteca de El Escorial.

## Descripción
El evangeliario, escrito en minúscula carolina a dos columnas, consta de 171 folios de gran formato (50 cm x 33,5 cm) lujosamente iluminados. Está decorado con trece miniaturas a página entera, cuarenta y tres miniaturas de media página, doce páginas decoradas con tablas de canon, cuarenta y cuatro grandes iniciales historiadas, etc. Algunas páginas de los Evangelios están decoradas con atlantes y adornadas con dorados. Está encuadernado en piel roja decorada con puntos dorados.
La miniatura de la dedicatoria (fol. 3r) muestra a la Virgen María (patrona de la catedral, pintada al fondo) entronizada en el centro, flanqueada por el emperador Enrique III y la emperatriz Inés inclinada con cuatro medallones que representan las virtudes cardinales: la Sabiduría, Templanza, Fortaleza y Justicia.